# Chrysops
Chrysops (gr. chrysós, or i ops, aparença) és un gènere de dípters braquícers de la família Tabanidae que poden ser una plaga pels bovins, cavalls i humans. Tenen l'aparença de la mosca domèstica però amb ulls característics de color daurat o verds.

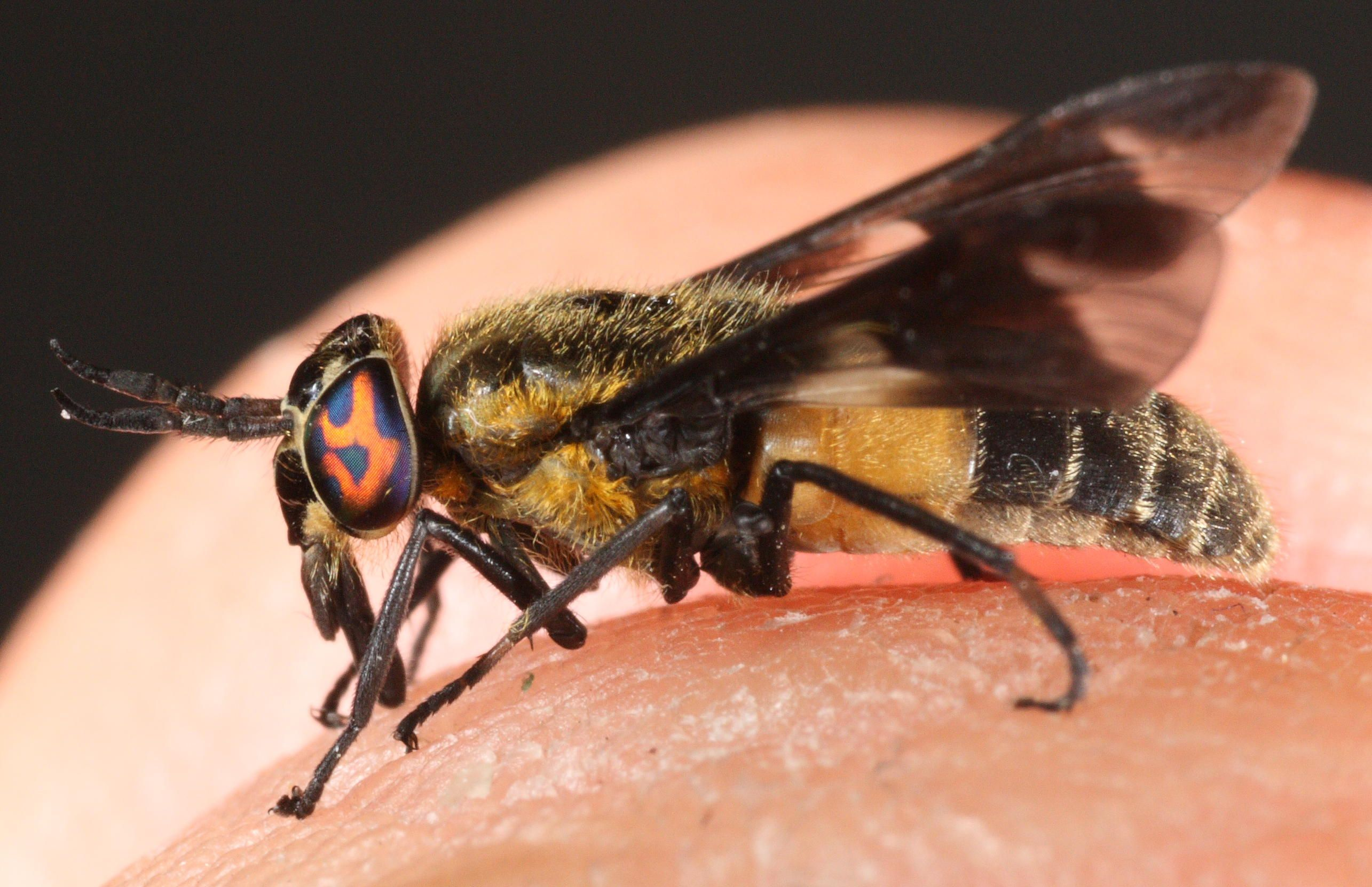
Chrysops caecutiens

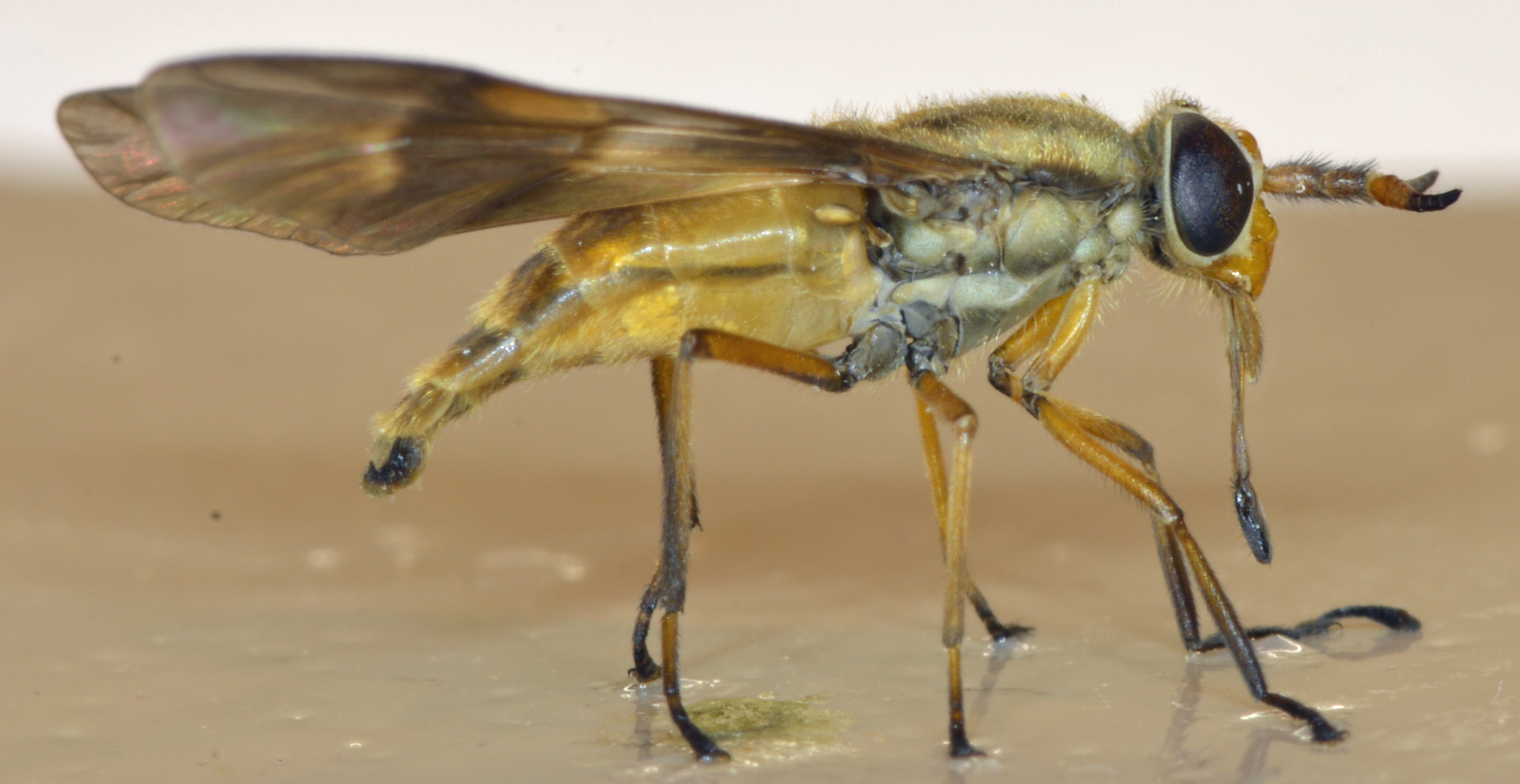
Deerfly de Georgia, US

Sovint es troben en ambients pantanosos com les torberes. Poden ser vectors de malalties com la tularèmia, carboncle i filariosis.